# Perrey & Kingsley
Perrey & Kingsley erano un duo di musica elettronica statunitense, attivo fra il 1965 e il 1967, e composto dal francese Jean-Jacques Perrey e dal germano-statunitense Gershon Kingsley.

## Storia
Perrey era un fisarmonicista e studente di medicina francese che aveva abbandonato gli studi dopo aver incontrato Georges Jenny, l'inventore dell'Ondioline. Quando i due si conobbero, Perrey iniziò a vendere gli strumenti di Jenny. Inoltre, Perrey era stato allievo dall'inventore della musica concreta Pierre Schaeffer, che gli aveva insegnato la tecnica del tape loop. Kingsley aveva invece lavorato come arrangiatore per i musical di Broadway.
Perrey e Kingsley si conobbero nella residenza di Carroll Bratman nel 1964 e, durante lo stesso anno, iniziarono a lavorare alle tracce di The In Sound From Way Out!, album che fa un largo uso di tape loop. Essendo stato realizzato decenni prima dell'avvento della tecnologia digitale, la sua realizzazione richiese un lungo e meticoloso lavoro di montaggio. L'album venne pubblicato dalla Vanguard nel 1966. Fra i brani in esso contenuto vi sono Swan's Splashdown e Countdown at 6, rispettivamente due rivisitazioni de Il lago dei cigni di Tchaikovsky e la Danza delle ore di Ponchielli. La conclusiva Visa to the Stars vede la partecipazione di Angelo Badalamenti (che nei crediti del disco prende il nome di Andy Badale), e ricorda molto la musica prodotta da Joe Meek, come Telstar dei Tornados. La copertina del disco è opera di Jules Halfant.
Dopo aver acquistato il secondo Moog modulare mai venduto, che era di grandi dimensioni, e ricordava una vecchia centrale telefonica, i Perrey & Kingsley se ne servirono per registrare il secondo e ultimo album Kaleidoscopic Vibrations, uscito nel 1967 e pubblicato anch'esso dalla Vanguard. Le varie tracce di Kaleidoscopic Vibrations vennero realizzate aggiungendo i tape loop di Perrey e gli effetti sonori in post-produzione. Le tracce dell'album, fra le primissime suonate con un Moog, includono composizioni originali, come il singolo The Savers, Baroque Hoedown, usata per accompagnare le parate a Disneyland, Pioneers of the Stars, e Fallout. Vi sono anche alcune reinterpretazioni elettroniche di brani altrui, quali Winchester Cathedral, Mas que nada, e Moon River.
In seguito al loro scioglimento, avvenuto nel 1967, Perrey pubblicò altri due album per la Vanguard (The Amazing New Electronic Pop Sound of Jean Jacques Perrey del 1968 e Moog Indigo del 1970), mentre Kingsley avviò la carriera solista. Degno di nota è Music to Moog By (1969) di Kingsley, contenente la primissima versione di Popcorn, la hit portata al successo dagli Hot Butter.
Durante gli anni settanta e gli inizi del nuovo millennio, la Vanguard e la Welk Music Group pubblicarono varie antologie di musica del duo.
Una versione orchestrale di Pioneers of the Stars dei Perrey & Kingsley è contenuta nella compilation Jean-Jacques Perrey et son Ondioline (2017).

## Formazione
- Jean-Jacques Perrey
- Gershon Kingsley

## Discografia

### Album in studio
- 1966 – The in Sound from Way Out!
- 1967 – Kaleidoscopic Vibrations: Electronic Pop Music from Way Out

### Singoli ed extended play
- 1966 – Swan's Splashdown/Cosmic Ballad
- 1967 – The Savers/Pioneers of the Stars
- 1967 – Visa to the Stars/Spooks in Space
- 1967 – Visa to the Stars/Spooks in Space

### Album compilation
- 1973 – The Best of the Moog
- 1975 – Incredible Synthesizer
- 1975 – The Essential Perrey & Kingsley
- 2001 – The Out Sound from Way In! The Complete Vanguard Recordings
- 2007 – Vanguard Visionaries: Perrey & Kingsley
- 2012 – The Electronic Pop Songs
- 2012 – Space Age Computer Music